# Maurice Krattenmacher
Maurice Krattenmacher, né le 11 août 2005 à Bad Aibling en Allemagne, est un footballeur allemand qui évolue au poste de milieu de terrain au Hertha Berlin, en prêt du Bayern Munich.

## Biographie

### Carrière en club
Krattenmacher commence le football au TuS Bad Aibling avant d'intégrer le centre de formation du Bayern Munich en 2013. En 2017, il rejoint le SpVgg Unterhaching, où il gravit les échelons jusqu'à l'équipe première. Il fait ses débuts professionnels en 2022 en Regionalliga Bayern, contribuant au titre de champion et à la promotion du club en 3. Liga.
En juin 2024, le Bayern Munich le recrute de nouveau et le prête immédiatement au SSV Ulm 1846, récemment promu en 2. Bundesliga, pour la saison 2024-2025,.  Avec Ulm, il devient rapidement un joueur clé, marquant deux buts et délivrant sept passes décisives lors de ses 20 premiers matchs de championnat. Ses performances au club lui valent d'être élu joueur du mois en septembre 2024.

### En sélections nationales
Krattenmacher représente l'Allemagne au niveau international junior. Il participe notamment au Championnat d'Europe des moins de 17 ans en 2022. Par la suite, il évolue successivement avec les équipes U18, U19 et U20.

## Palmarès
SpVgg Unterhaching
- Regionalliga Bayern :
  - Champion : 2022-2023